# The White Red Man
The White Red Man est un film muet américain réalisé par Edwin S. Porter et sorti en 1911.

## Fiche technique
- Réalisation : Edwin S. Porter
- Scénario : Edwin S. Porter
- Production : Edwin S. Porter
- Date de sortie :  États-Unis : 10 août 1911

## Distribution
- Harold Lockwood : Gene Thomas